# Outwood, West Yorkshire
Outwood är en stadsdel i norra delen av Wakefield, i unparished area Stanley, i distriktet Wakefield, i grevskapet West Yorkshire, i England. I stadsdelen finns bland annat en obemannad järnvägsstation. Outwood var en civil parish 1894–1936 när blev den en del av Stanley och Wakefield. Civil parish hade 9 254 invånare år 1931.